# Zbiornik Stronie Śląskie
Zbiornik Stronie Śląskie – suchy zbiornik retencyjny o pojemności 1,38 mln m³, położony na potoku Morawka, w pobliżu Osiedla Morawka w Stroniu Śląskim.
Podczas powodzi w 2024 r. intensywne opady w zlewni spowodowały przelanie się wody przez zaporę, która zniszczyła część wału ziemnego. Wypływająca woda wywołała liczne zniszczenia w Stroniu Śląskim i Lądku-Zdroju.

## Historia
W związku z licznymi powodziami w dorzeczu Odry, szczególnie Nysy Kłodzkiej, w 1873 r. powołano Zarząd Regulacji Rzeki Odry, w jego działaniach opracowano program ochrony przeciwpowodziowej, który zakładał budowę wielu zbiorników na dopływach Odry, w tym i zbiornik na Morawce powyżej Stronia Śląskiego. Powodzie w latach 1829, 1903 i 1904 wskazywały na konieczność budowy zbiornika. Zbiornik został wybudowany w latach 1906–1908 . W latach 1938 i 1997, zbiornik skutecznie zminimalizował skutki ówczesnych fal powodziowych. W 2011 r. na zaporze zbiornika został przeprowadzony remont. W 2014 r. udostępniono dla ruchu pieszego i rowerowego kładkę nad murowaną częścią zapory. W 2020 r. wykonano czyszczenie urządzeń upustowych, po przejściu wysokich stanów wód 14–20 października 2020 r. Od 2022 r. na obiekcie były prowadzone prace instalacyjne. W 2023 r. wyremontowano koryto potoku w czaszy zbiornika oraz zakończono prace ziemne przy modernizacji instalacji kablowych w skarpie i koronie zapory.
15 września 2024 r. podczas powodzi intensywne opady deszczu spowodowały przepełnienie zbiornika, przelanie wody przez zaporę. Przelewająca się woda rozmyła część zapory ziemnej, co zwiększyło znacznie falę powodziową w Stroniu Śląskim i poniżej.
Na początku XXI w. (przed remontem w 2011 r.) dla zbiornika przygotowano kratę charakterystyki obiektu z rekomendacją objęcia zapory ochroną przez wpisanie do rejestru zabytków, za walory historyczno-techniczne, architektoniczne i krajobrazowe .

## Charakterystyka zbiornika
Suchy zbiornik retencyjny na potoku Morawka utworzono przegradzając dolinę potoku o szerokości około 300 m zaporą o wysokości 16,5 m. Centralna część zapory o długości około 32 m jest murowana z kamienia, pozostała ziemna. Część murowana
wykonana jest z kamienia łamanego na zaprawie cementowej. Mur od strony odpowietrznej ma przypory odgradzające część z przelewem od wału ziemnego. Zapora przegradza dolinę o szerokości około 300 m, oraz tworzy boczną zaporę na prawym brzegu potoku o długości około 200 m. W zaporze murowanej są otwory upustowe denne i środkowy oraz przelew powierzchniowy. Upusty denne to dwie rury o średnicy 90 cm i długości 10,55 m. Upust środkowy to otwór w murze, ma kształt półkola o średnicy 2,02 m i powierzchni 1,6 m². Upusty dolne są zabezpieczone przed zatkaniem konstrukcją ze stalowych prętów i są niezamykane. Upust środkowy jest zamykany metalową klapą od strony nawodnej poruszanej z korony zapory. Przy maksymalnym piętrzeniu urządzenia zrzutowe zapewniają przepływ: upusty denne 18,6 m³/s, upust środkowy 18,5 m³/s, przelew powierzchniowy 75,7 m³/s. Odpływ dozwolony zapory to 35,5 m³/s. Zbiornik o powierzchni 24,5 ha zamyka zlewnię o powierzchni 53,46 km², może pomieścić 1,38 mln m³ wody. Zbiornik przez większość czasu jest suchy, obiekt jest zaliczany do III klasy budowli hydrotechnicznych. Urządzenia do przymykania otworów dennych są nad środkiem przelewu powierzchniowego. Pierwotnie zasuwa była podnoszona ręcznie z kładki nad połową przelewu, jedynie od strony zachodniej (lewej potoku) zapory. W 2011 r. w ramach modyfikacji zapory, zmieniono sterowanie zasuwą przepustu środkowego na elektryczne, planowano podwyższenie zapory i wałów bocznych, zbudowano nową kładkę nad całym przelewem powierzchniowym . W 2014 r. kładkę udostępniono do przejścia i przejazdu rowerem.
Administratorem obiektu są Wody Polskie Zarząd Zlewni w Nysie.

## Ochrona przeciwpowodziowa

### Powodzie w 1938, w 1997
Zbiornik kilka razy dawał ochronę mieszkańcom Stronia Śląskiego oraz okolicy, w tym podczas wielkich powodzi w 1938 r. oraz w 1997 r. tzw. powodzi tysiąclecia, która dokonała ogromnych spustoszeń na terenie Ziemi Kłodzkiej – zbiornik spełnił swoją rolę. Woda wówczas mieściła się w korycie, choć pewne problemy powodziowe nastąpiły w miejscowościach m.in.: Stronie-Śląskie, Lądek-Zdrój, Radochów, Ołdrzychowice Kłodzkie i w kilku wioskach.

### Powódź w 2024
W ciągu 3 dni przed katastrofą w zlewni zapory wystąpiły intensywne opady deszczu. Opady były szczególnie intensywne 14 oraz 15 września przed południem. Suma opadów w tym czasie wskazana przez deszczomierz na zaporze zbiornika przekroczyła 350 mm.
Zbiornik rozpoczął piętrzenie 13 września o godzinie 23. W sobotę wieczorem 14 września 2024 r., z pomocą żołnierzy WOT, ułożono worki z piaskiem. O godzinie 20:58 burmistrz Stronia Śląskiego przekazał, że tylko 1 metr pozostał do przelania się zapory, woda zaczęła przelewać się przez przelew powierzchniowy o godzinie 21:13. O godzinie 23 odnotowano, że woda przelewa się przez koronę zbiornika. Na zaporze ułożono dodatkowe worki z piaskiem, ilość przelewającej się wody przez przelew górny była już znaczna. W niedzielę 15 września woda zaczęła przelewać się przez zaporę boczną następnie przez zaporę z ułożonymi workami [zdjęcia]. Około godziny 10:35, spływająca zboczem zapory ziemnej woda zaczęła wypłukiwać ziemię, w pobliżu zapory murowanej. Około godziny około godziny 11:45 nastąpiło przebicie zapory po lewej stronie od zapory murowanej doszło do rozmycia zapory ziemnej, co skutkowało wypłynięciem niemal całości zgromadzonej wody w zbiorniku. Szacuje się, że do już wypełnionego wcześniej zbiornika, dopływ wody przed awarią wynosił około 320 m³/s.
Woda zburzyła kilkadziesiąt budynków oraz poczyniła znaczne straty w infrastrukturze. Do ewakuacji mieszkańców przystąpiły wojskowe śmigłowce. Pierwsze doniesienia o pęknięciu tamy pojawiły się w niedzielę po godzinie 12. Oficjalnie Wody Polskie po godzinie 13:00 potwierdziły informację o zniszczeniu zapory zbiornika. Woda ze zbiornika po zalaniu prawie całego Stronia Śląskiego, spowodowała powódź w tej miejscowości oraz w kolejnych miastach ze zniszczeniami w Lądku-Zdroju, Kłodzku zmierzając dalej rzeką Białą Lądecką w dół zlewni Nysy Kłodzkiej.
Fala powodziowa dotarła do Żelazna (29 km) około godziny 14, wywołała wzrost przepływu z 697 m3/s do 846 m3/s, podnosząc falę o 30 cm.

### Skutki

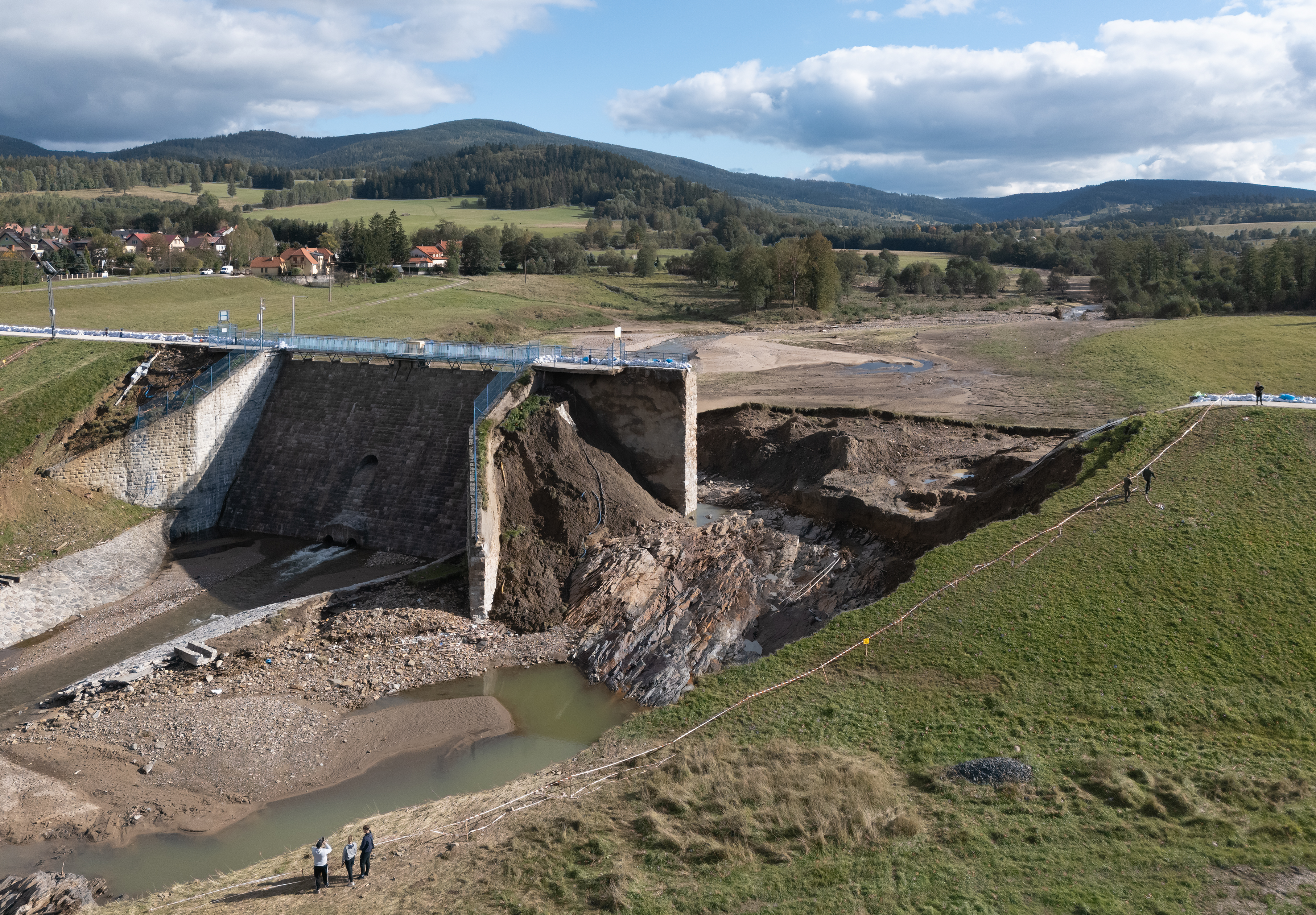
Stronie Śląskie, 29 września 2024. Przerwany wał ziemny zbiornika

Skutki przerwania zapory były tragiczne, woda z uszkodzonego zbiornika znacznie zwiększyła wysokość fali powodziowej, szczególnie w położonym tuż poniżej zapory Stroniu Śląskim, woda płynąc rwącym nurtem burzyła budynki, szczególnie przy ulicy Nadbrzeżnej. W Stroniu Śląskim wszystkie mosty, oprócz dwóch, zostały uszkodzone. Początkowa inwentaryzacja państwowej straży pożarnej wskazywała, że wiele budynków w Stroniu Śląskim, które położone są przy rzece, nie nadawały się do zamieszkania i z dużym prawdopodobieństwem zostaną rozebrane. Do miasta prowadzi droga biegnąca wzdłuż Białej Lądeckiej, a płynąca nią fala powodziowa uszkodziła drogę, miasto było całkowicie odcięte od świata, mieszkańcom zrzucano paczki z pomocą humanitarną ze śmigłowca. Zastępca burmistrza, wskazał, że straty mogą wynieść ponad miliard zł. Na skutek powodzi w Stroniu Śląskim zginęło kilka osób.
Ponad 17 tys. osób w powiecie kłodzkim zostało pozbawionych dostaw energii elektrycznej.

### Wyjaśnienia
15 września 2024 r. zbiornik Stronie Śląskie nie wytrzymał naporu wody i część wału ziemnego zbiornika została rozmyta przez przelewającą się wodę. 24 września 2024 r. Wody Polskie wydały oświadczenie w sprawie awarii zbiornika w Stroniu Śląskim:
26 września 2024 r. burmistrz Kłodzka Michał Piszko przekazał mediom informacje, sugerując, że tama nie została niedopilnowana, a jej przerwanie znacznie przesądziło o ogromnej skali powodzi. Oskarżał też Wody Polskie o opóźnienie w informowaniu o zdarzeniu.
W mediach pojawiły się informacje sugerujące, że przyczyną przerwania wału były prace ziemne wykonane rok wcześniej mające na celu podłączenie okablowania do czujników w piezometrach wykrywających przesiąkanie wody przez zaporę. Jednak bezpośrednią przyczyną rozmycia zapory było punktowe przelanie się wody przez worki z piaskiem na zaporze w dwóch miejscach po lewej stronie od części kamiennej w miejscu gdzie skarpa zapory ma duże nachylenie. Przelanie nastąpiło także z drugiej strony zapory murowanej, ale tu uszkodzenie doprowadziło tylko do częściowego zmycia zapory. Wpływ słabszego zadarnienia na wypłukanie ziemi w miejscu prowadzenia prac jest ''czystą spekulacją''.

## Śledztwo
25 września 2024 r. Prokuratura okręgowa w Świdnicy poinformowała, że sprawdzi czy w Stroniu Śląskim doszło do sprowadzenia katastrofy budowlanej w związku z przerwaniem wału zbiornika przeciwpowodziowego oraz zabezpieczy dokumentację Wód Polskich, samorządów i nadzoru budowlanego:
27 września 2024 r., zostało wszczęte śledztwo w sprawie sprowadzenia katastrofy budowlanej w Stroniu Śląskim, a konsekwencją tego było zalanie Stronia Śląskiego oraz Lądka-Zdroju, Stójkowa, Radochowa, Trzebieszowic, Ołdrzychowic Kłodzkich, Żelazna oraz Kłodzka.